# انتقاد الإعلان

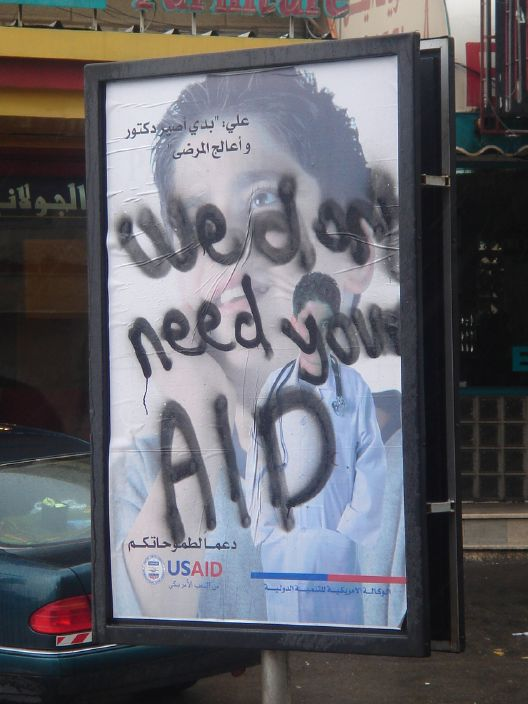
انتقاد إعلان الدعم في شارع رام الله

الإعلان هو شكل من أشكال بيع المنتجات إلى جمهور معين، وهو يهدف بهذا الاتصال إلى إقناع الجمهور بشراء المنتجات أو المُثُل أو الخدمات، بغض النظر عما إذا كانوا يريدونها أو يحتاجون إليها. بينما يمكن اعتبار الإعلان وسيلة لتعريف الجمهور بمنتج أو فكرة معينة، فإنه يأتي أيضًا بتكلفة، لأنه يتعين على البائعين إيجاد طريقة لإظهار اهتمام البائع بمنتجهم. لذا لا يخلو الأمر من التكاليف الاجتماعية. وأصبح البريد الإلكتروني التجاري غير الهام أو غير المرغوب فيه وأشكال البريد العشوائي الأخرى (الرسائل المزعجة) منتشرة بشكل كبير لدرجة أنها تشكل مصدر إزعاج كبير لمستخدمي الإنترنت، فضلًا عن كونها عبئًا ماليًا على مزودي خدمة الإنترنت. ويغزو الإعلان الأماكن العامة بشكل متزايد، مثل المدارس، والتي يرى بعض النقاد أنها شكل من أشكال استغلال الأطفال. وكثيرًا ما يستخدم الإعلان ضغطًا نفسيًا (مثل اللعب على مشاعر النقص) على المستهلك المقصود، والذي قد يكون ضارًا. ونتيجة لهذه الانتقادات شهدت صناعة الإعلان معدلات موافقة منخفضة في الاستطلاعات والصور الثقافية السلبية.
يرتبط انتقاد الإعلان ارتباطًا وثيقًا بانتقاد وسائل الإعلام وغالبًا ما يكون الأمر تبادليًا. ويمكن للنقاد الإشارة إلى الإعلانات من حيث ما يلي:
- الجوانب السمعية والبصرية (الفوضى في الأماكن العامة وموجات الأثير)
- الجوانب البيئية (التلوث، والتعبئة والتغليف المفرط، وزيادة الاستهلاك)
- الجوانب السياسية (التبعية الإعلامية، وحرية التعبير، والرقابة)
- الجوانب المالية (التكاليف)
- جوانب استهلاك الوقت
- الجوانب الاجتماعية / الأخلاقية (التأثير غير الواعي، وانتهاك الخصوصية، وزيادة الاستهلاك والهدر، والفئات المستهدفة، والمنتجات المعينة، والمصداقية)

## الإفراط التجاري
نظرًا إلى أن الإعلان أصبح سائدًا في المجتمع الحديث فقد جرى انتقاده بشكل متزايد. ويشغل الإعلان مساحة عامة ويغزو الحيز الخاص للناس أكثر فأكثر. ووفقًا لجورج فرانك «أصبح الهروب من الإعلانات ووسائل الإعلام أكثر صعوبة. يتحول الفضاء العام بشكل متزايد إلى لوحة إعلانات ضخمة للمنتجات من جميع الأنواع. ولا يمكن بعد توقع العواقب الجمالية والسياسية». ويصف هانو راوتربيرغ في صحيفة دي تسايت الألمانية الإعلان كنوع جديد من الديكتاتورية لا يمكن الهروب منه.
عند مناقشة زحف الإعلانات يقول مشروع كوميرشال أليرت: «هناك إعلانات في المدارس، وصالات المطارات، ومكاتب الأطباء، ودور السينما، والمستشفيات، ومحطات الوقود، والمصاعد، والمتاجر، وعلى الإنترنت، وعلى الفاكهة، وعلى أجهزة الصراف الآلي، وعلى علب القمامة وغيرها الكثير من الأماكن، وهناك إعلانات على رمال الشاطئ وجدران الحمامات». «من مفارقات الإعلانات في عصرنا أنه مع زيادة النشاط التجاري، فإنه يجعل من الصعب جدًا على أي معلن معين أن ينجح، وبالتالي هذا يدفع المعلن إلى جهود أكبر». في غضون عقد من الزمن قفز الإعلان على الراديو إلى ما يقرب من 18 أو 19 دقيقة في الساعة. وفي التلفاز في أوقات الذروة لم يكن المعيار حتى عام 1982 أكثر من 9.5 دقيقة من الإعلانات في الساعة، ولكن اليوم يتراوح بين 14 و17 دقيقة. ومع إدخال إعلانات أقصر مدتها 15 ثانية زاد إجمالي كمية الإعلانات بشكل أكبر. ولا يجري وضع الإعلانات في فترات الاستراحة فحسب، بل أيضًا في البث التلفزيوني الرياضي أثناء اللعبة نفسها. إنهم يغمرون الإنترنت، وهو سوق متنامٍ.
تعتبر الأسواق المتنامية الأخرى مواضع للمنتجات في البرامج الترفيهية والأفلام، حيث أصبحت ممارسة قياسية وإعلانات افتراضية، وتوضع المنتجات بأثر رجعي في عروض الإعادة. ويجري إدراج اللوحات الإعلانية للمنتجات فعليًا في عمليات بث دوري البيسبول الرئيسي وبنفس الطريقة، إذ تعرض لافتات أو شعارات الشوارع الافتراضية عند المدخل أو الأرصفة، مثلًا توقيت وصول المشاهير في حفل توزيع جوائز غرامي لعام 2001. ويسبق الإعلان عرض الأفلام في دور السينما بما في ذلك «الأفلام القصيرة» ذات الميزانية الكبيرة التي تنتجها شركات مثل مايكروسوفت أو دايملر كرايسلر. «بدأت أكبر وكالات الإعلان في العمل على إنتاج البرامج بالاشتراك مع أكبر الشركات الإعلامية»، وإنشاء إعلانات تجارية تشبه البرامج الترفيهية.
يقارن المعارضون الكمية المتزايدة من الإعلانات «بموجة تسونامي» والقيود كأنها «سد» أمام الفيضان. وكالي لاسن، أحد أكثر منتقدي الإعلانات جرأة، يعتبر أن الإعلان «هو أكثر الملوثات العقلية انتشارًا وسميةً. من اللحظة التي يصدر فيها صوت منبه الراديو في الصباح حتى الساعات الأولى من بث برامج التلفاز الليلية يتدفق التلوث إلى دماغك بمعدل نحو 3000 رسالة تسويقية في اليوم. وكل يوم يعرض ما يقدر بنحو 12 مليار إعلان مرئي، و3 ملايين إعلان إذاعي، وأكثر من 200000 إعلان تلفزيوني في اللاوعي الجمعي في أمريكا الشمالية». يشاهد المواطن الأمريكي العادي خلال حياته ما معدله ثلاث سنوات من الإعلان على شاشة التلفاز.
تدمج ألعاب الفيديو المنتجات في محتواها. وهناك قنوات تجارية خاصة بالمرضى في المستشفيات والشخصيات العامة التي تضع الوشوم الرياضية المؤقتة. ومن الطرق التي لا يمكن التعرف عليها كإعلان ما يسمى بتسويق العصابات الذي يثير «ضجة» حول منتج جديد بين الجماهير المستهدفة. وتقدم المدن الأمريكية التي تعاني من ضائقة مالية سيارات الشرطة للإعلان. وتشتري الشركات أسماء الملاعب الرياضية للإعلان. وقد أصبح ملعب فولكسبارك لكرة القدم في هامبورغ في البداية أرينا (ميدان) إيه أو إل، ثم أرينا بنك هامبورغ التجاري. كما أصبح شتوتغارت نيكارستاديون يسمى مرسيدس بنز أرينا، و دورتموند فيستفالنستاديون أصبح سيغنال إيدونا بارك. وتغير اسم سكاي دوم السابق في تورنتو إلى مركز روجرز.
أعيد تصميم محطات مترو الأنفاق بأكملها في برلين لتصبح قاعات للمنتجات وجرى تأجيرها حصريًا لأحد الشركات. ولدى مدينة دوسلدورف محطات عبور مغامرات «متعددة الحواس» مزودة بمكبرات صوت وأنظمة تنشر رائحة المنظفات. واستخدمت سواتش أجهزة إرسال الرسائل لعرض الرسائل على برج تلفاز برلين وعمود النصر، وجرى تغريمها لأنها فعلت ذلك دون تصريح. وكان عدم الشرعية جزءًا من المخطط وإضافة للترويج. وصرح كريستوفر لاش أن الإعلان يؤدي إلى زيادة عامة في الاستهلاك في المجتمع؛ «لا تخدم الإعلانات كثيرًا الإعلان عن المنتجات بقدر ما يروج للنزعة الاستهلاكية كأسلوب حياة».
الإعلانات غير المرغوب فيها تمامًا، التي لم يوافق عليها المتلقون ولم يجري تقديم أي شيء في مقابلها، جرى تحديدها من خلال انتقادات خاصة باعتبارها حالات لسرقة الانتباه.

## الحقوق الدستورية
في الولايات المتحدة يتساوى الإعلان مع حرية الرأي والتعبير التي يكفلها الدستور.
في الوقت الحالي أو في المستقبل القريب هناك عدد من القضايا وستأخذ طريقها من خلال نظام المحاكم الذي سيسعى إلى حظر أي تنظيم حكومي للخطاب التجاري (مثل الإعلان أو وضع العلامات الغذائية) على أساس أن مثل هذا التنظيم ينتهك حقوق التعديل الأول للمواطنين والشركات لحرية التعبير أو حرية الصحافة. 
ومن الأمثلة على هذا النقاش الإعلان عن التبغ أو الكحول، وكذلك الإعلان عن طريق البريد أو المنشورات (صناديق البريد المغلقة)، والإعلان على الهاتف والإنترنت والإعلان الموجه للأطفال. جرى فرض قيود قانونية مختلفة تتعلق بالبريد العشوائي والإعلان على الهواتف المحمولة عند مخاطبة الأطفال، حين الإعلان عن التبغ والكحول في الولايات المتحدة والاتحاد الأوروبي ودول أخرى.
يجادل ماكتشيني بأن الحكومة يجب أن تبقى يقظة دائمًا عندما يتعلق الأمر بمثل هذه اللوائح، لكنها بالتأكيد ليست «القوة الوحيدة المعادية للديمقراطية في مجتمعنا. تتمتع الشركات والأثرياء بقوة هائلة كالتي تمتع بها اللوردات والعائلة المالكة في أيام الإقطاعية» و«الأسواق ليست خالية من القيمة أو محايدة؛ فهي لا تميل فقط إلى العمل لصالح أولئك الذين لديهم أكبر قدر من المال، ولكنها أيضًا بطبيعتها تؤكد على الربح فوق كل شيء آخر. ومن ثم فقد انتهى الجدل اليوم سواء كانت الإعلانات أو الملصقات الغذائية، أو المساهمات في الحملات عبارة عن خطاب. إذا كان لا يمكن استخدام الحقوق التي يجب حمايتها بموجب التعديل الأول بشكل فعال إلا من قبل جزء صغير من المواطنين، وممارستهم لهذه الحقوق تمنحهم سلطة سياسية لا داعي لها وتقوض قدرة توازن المواطنين على ممارسة نفس الحقوق و / أو الحقوق الدستورية، فليس بالضرورة أن يحميها التعديل الأول شرعيًا». «أولئك الذين لديهم القدرة على الانخراط في الصحافة الحرة هم في وضع يسمح لهم بتحديد من يمكنه التحدث إلى السواد الأعظم من المواطنين ومن لا يستطيع».
يقول جورج فرانك من جامعة فيينا للتكنولوجيا، إن الإعلان جزء مما يسميه «العقلية الرأسمالية»، وهو مصطلح (عقلي) استخدمته المجموعات المعنية بالبيئة العقلية، مثل أدباسترز. يمزج فرانك «اقتصاد الانتباه» مع ثقافة النرجسية لكريستوفر لاش في العقلية الرأسمالية: في مقالته «الإعلان على حافة نهاية العالم»، كتب سوت جهالي: «إعلانات القرن العشرين هي أقوى نظام مستدام للدعاية في تاريخ البشرية وآثارها الثقافية المتراكمة، ما لم يجري تدقيقها بسرعة، ستكون مسؤولة عن تدمير العالم كما نعرفه».